# 후닌주

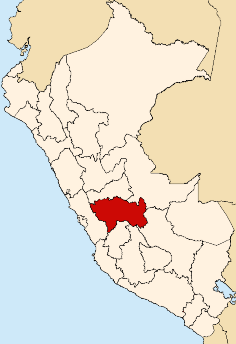
후닌 주의 위치

후닌주(스페인어: Departamento de Junín)는 페루 중부에 위치한 주로 주도는 우앙카요이며 면적은 44,197.23km2, 인구는 1,274,781명(2004년 기준)이다.
북쪽으로는 파스코 주, 북동쪽으로는 우카얄리 주, 동쪽으로는 쿠스코 주, 남쪽으로는 아야쿠초 주와 우앙카벨리카 주, 서쪽으로는 리마 주와 접한다. 9개 군과 123개 구를 관할한다.